# Ruciny
Ruciny (biał. Руціны; ros. Рутины) – wieś na Białorusi, w obwodzie witebskim, w rejonie brasławskim, w sielsowiecie Widze.

## Historia
W czasach zaborów w granicach powiatu nowoaleksandrowskiego Imperium Rosyjskiego.
W latach 1921–1945 zaścianek a następnie kolonia leżała w Polsce, w województwie nowogródzkim (od 1926 w województwie wileńskim), w powiecie brasławskim, w gminie Widze.
Według Powszechnego Spisu Ludności z 1921 roku zamieszkiwało tu 31 osób, wszystkie były wyznania rzymskokatolickiego i zadeklarowały polską przynależność narodową. Było tu 8 budynków mieszkalnych. W 1931 w 7 domach zamieszkiwało 40 osób.
Miejscowość należała do parafii rzymskokatolickiej w Widzach. Podlegała pod Sąd Grodzki w Turmoncie i Okręgowy w Wilnie; właściwy urząd pocztowy mieścił się w Widzach.